# Kepler-36
Kepler-36 è una stella situata nella costellazione del Cigno, distante 1500 anni luce circa dal sistema solare. Attorno alla stella, nel 2012, sono stati scoperti due pianeti extrasolari con il metodo del transito, nell'ambito della Missione Kepler. La stella è in parte simile al Sole, anche se pare più vecchia e con un raggio insolitamente più grande rispetto alla massa, il che fa supporre che sia uscita dalla sequenza principale e che si tratti di una subgigante gialla.

## Sistema planetario
La scoperta dei due pianeti è stata annunciata il 21 giugno 2012. I pianeti, una super-Terra e un mininettuno sono insolitamente vicini alla propria stella madre, avendo un semiasse maggiore, rispettivamente per Kepler-36 b e Kepler-36 c, di 0,115 e 0,128 UA. Questi due pianeti sono i più vicini l'un l'altro di tutti quelli conosciuti; sono in risonanza orbitale 7:6 tra loro e ogni 97 giorni, in occasione della congiunzione, arrivano ad avvicinarsi tra loro fino a meno di 2 milioni di km, vale a dire circa 5 volte la distanza Terra-Luna. Dal pianeta b, il gigante gassoso apparirebbe imponente nel cielo quando i due pianeti si trovano alla minima distanza, e le sue dimensioni apparenti sarebbero il triplo di quelle della Luna piena vista dalla Terra.
La peculiarità di questo sistema è la differente composizione che sembrano avere i due pianeti, pur essendo in orbite così vicine tra loro. Il pianeta b infatti è molto più denso del compagno, e pare essere un pianeta roccioso con un raggio 1,5 volte quello terrestre e una massa 4,5 volte superiore; la sua densità è stata stimata in 6,8 g/cm3, costituito da almeno il 30% di ferro e meno del 1% di idrogeno e elio. Il pianeta c invece, con una densità di soli 0,86 g/cm3, sembrerebbe costituito da un nucleo roccioso ma con un largo strato esterno costituito da idrogeno ed elio, e sarebbe in pratica classificabile come un Nettuno caldo. Le scoperte in passato di gioviani caldi avevano già suggerito che il modello del sistema solare, con i pianeti rocciosi più interni e i giganti gassosi nella parte più esterna del sistema solare, non era universale, ma questo caso estremo, di due pianeti con caratteristiche così differenti ma così vicini tra loro, pone un serio interrogativo agli scienziati, che non avevano osservato nessun caso del genere fino alla scoperta del sistema di Kepler-36.

### Prospetto
Segue un prospetto con le caratteristiche del sistema planetario:
| Pianeta | Massa   | Raggio  | Densità    | Periodo orb. | Sem. maggiore | Eccentricità | Scoperta |
| ------- | ------- | ------- | ---------- | ------------ | ------------- | ------------ | -------- |
| b       | 4,45 M⊕ | 1,49 R⊕ | 6,8 g cm3  | 13,84 giorni | 0,1153 UA     | <0,04        | 2012     |
| c       | 8,08 M⊕ | 3,68 R⊕ | 0,86 g cm3 | 16,24 giorni | 0,1283 UA     | <0,04        | 2012     |